# Frithia
Frithia là một chi thực vật thuộc họ Aizoaceae. Chi này có các loài sau:
- Frithia pulchra N.E.Br.
- Frithia humilis Burgoyne.

## Hình ảnh

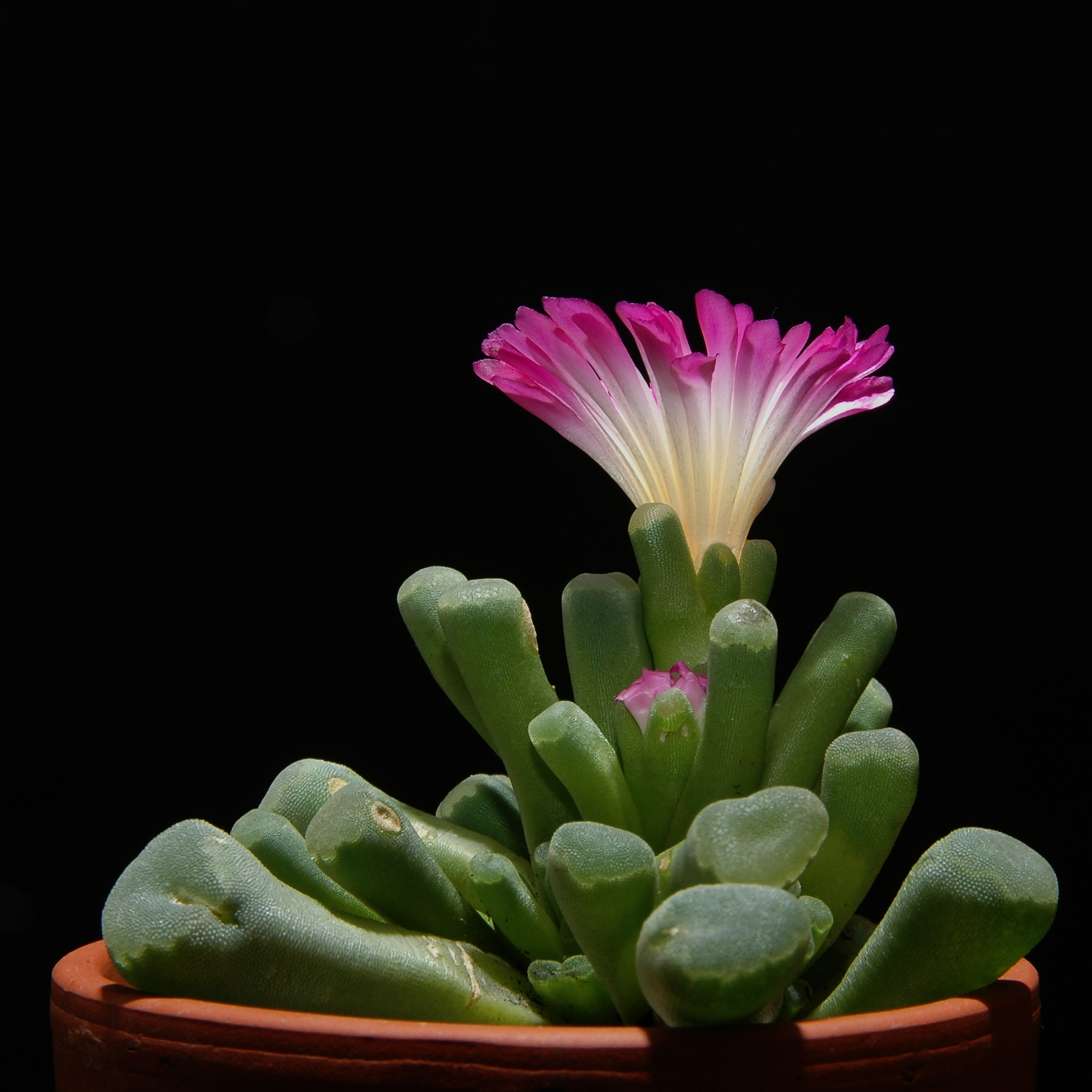
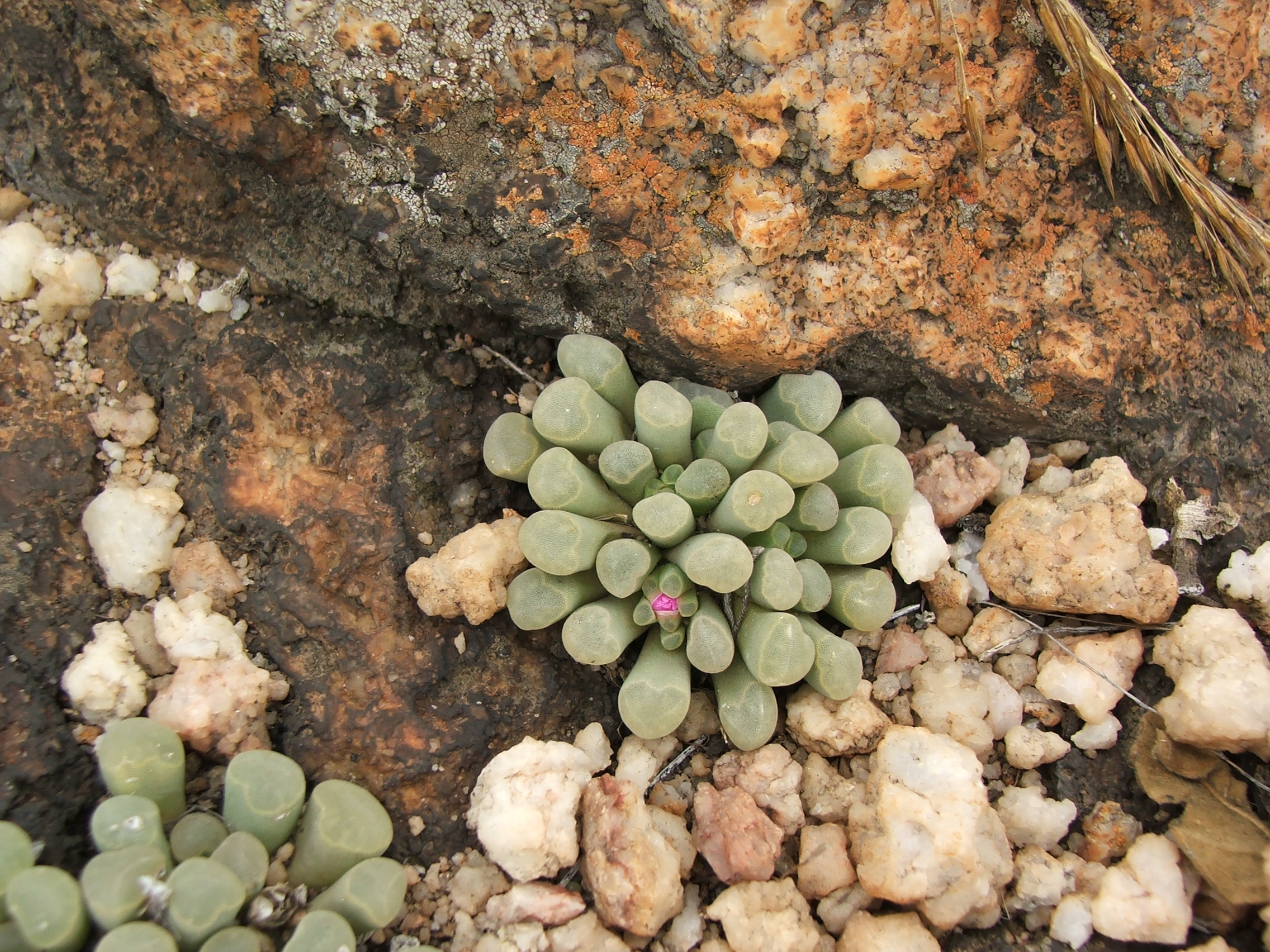
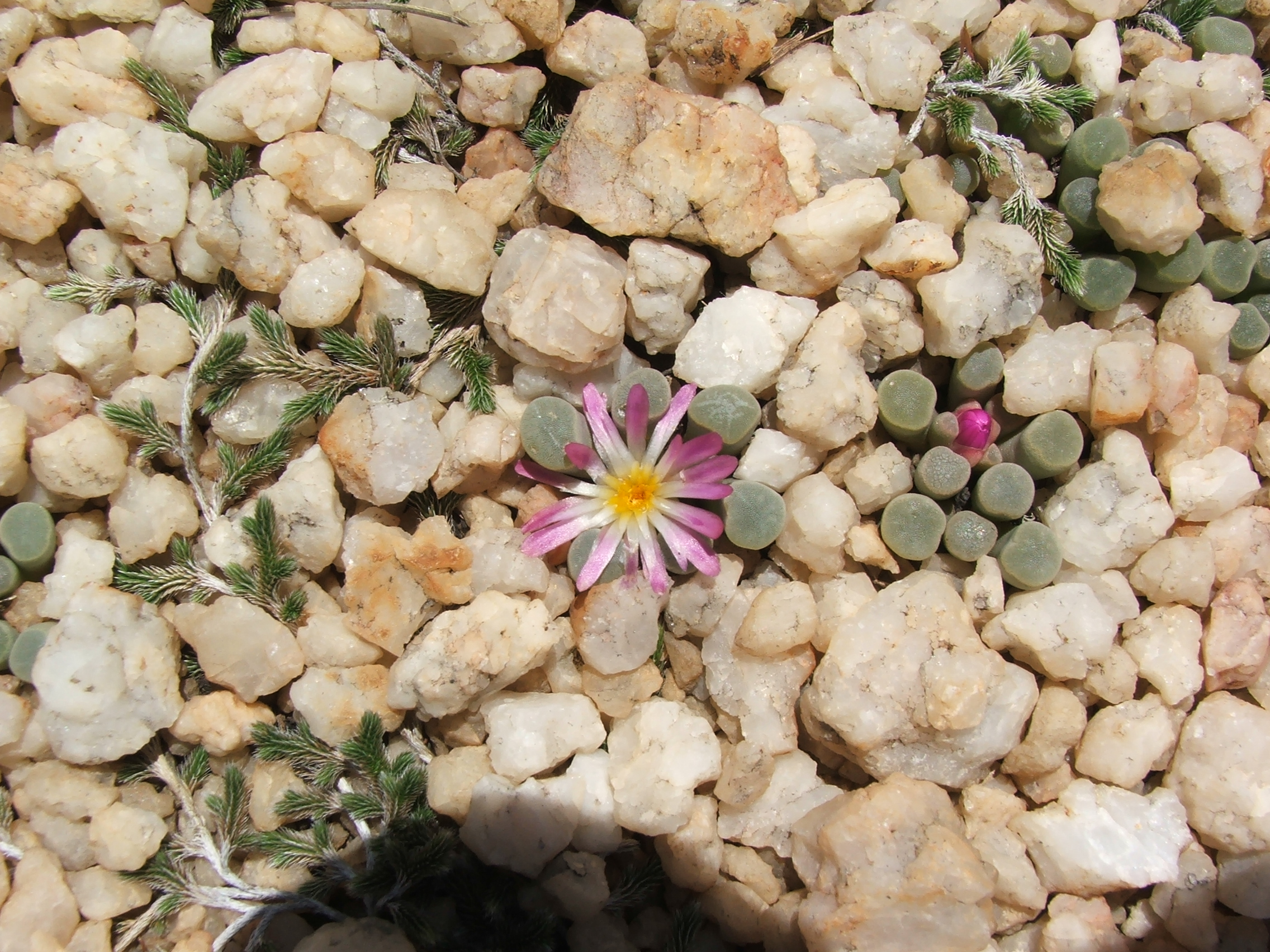